# Nikodikodein
Nikodikodein är en kemisk förening med summaformeln C24H26N2O4. Ämnet är ett opiatderivat och används som hostmedicin och som analgetika. Ämnets PubChem-nummer är 5464304.
Substansen är narkotikaklassad och ingår i förteckningen N II i 1961 års allmänna narkotikakonvention, samt i förteckning III i Sverige.